# Нурлижол (Мактааральський район)
Нурлижо́л (каз. Нұрлыжол) — село у складі Мактааральського району Туркестанської області Казахстану. Входить до складу Жанажольського сільського округу.
До 2000 року село називалось Цілинне.
Населення — 724 особи (2021; 848 у 2009, 618 у 1999, 453 у 1989).